# Бурундуки (станция)
Бурундуки́ — станция на железной дороге Свияжск — Буинск — Ульяновск в посёлке Бурундуки, Татарстан. Находится на территории эксклава Дрожжановского района, в 6 км от основной части района.

## История
23 января 1942 года Государственным Комитетом Обороны СССР (ГКО СССР) было принято решение о строительстве железной дороги вдоль правого берега Волги в её среднем и нижнем течении. Магистраль, проходя через Кубню, протянулась от станции Свияжск до станции Иловля и получила название Волжская рокада.
Станция построена в 1942 году мобилизованными немцами и местными колхозниками, организованными в Волжлаг, и являлась частью Волжской рокады. В качестве материала для строительства дороги использовались рельсы и шпалы из восточной части страны, где планировалось строительство Байкало-Амурской дороги.

## Современное состояние
Станция обслуживает находящийся в деревне комбикормовый завод и элеватор, также на территории станции имеется мукомольный комплекс.
Через станцию проходят грузовые и пассажирские поезда, идущие в южном направлении из Казани и обратно. Пригородное сообщение отсутствует с 2014 года.
На станции есть почтовое отделение № 422490.
ЖД вокзал снесён.
С 2023 года организовано пригородное сообщение Казань — Бурундуки по будням и Казань — Ульяновск по выходным и предвыходным дням.